# Vermiculture

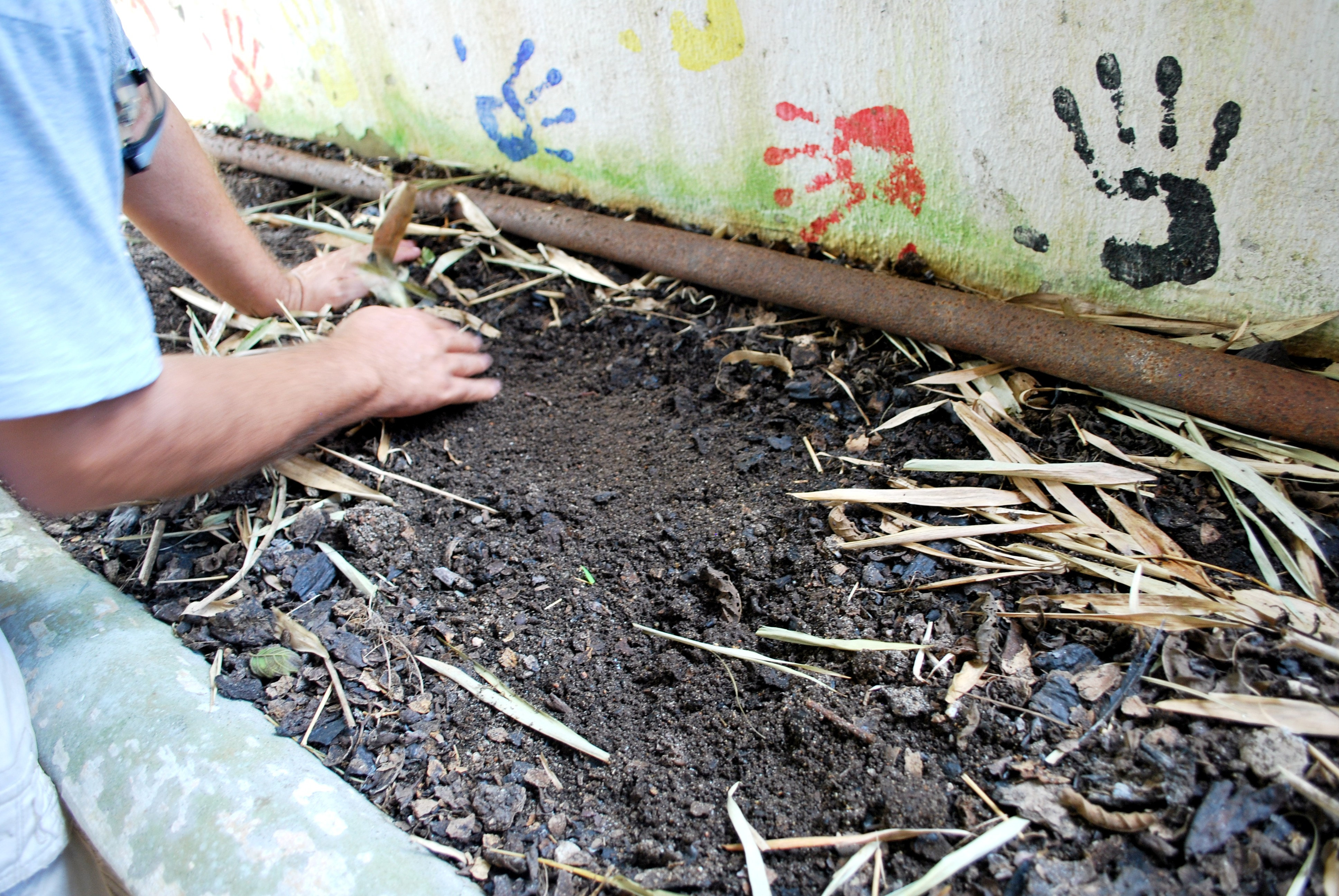
Ferme d'élevage de vers de compostage.

La vermiculture ou lombriculture consiste à élever en conditions contrôlées de température et d'humidité des vers de terre. Cette activité est généralement associée au lombricompostage. 
C'est une technique  qui transforme, et valorise des matières organiques, telles que le fumier ou déchets verts en un fertilisant organique de grande qualité, contenant une matière organique humifiée (et donc peu lessivable), des oligoéléments, des nutriments (NPK) et substances dites « Biostimulante »ou « biofortifiantes » (par exemple des phytohormones telles que des auxines, gibberlines et cytokinines) biodisponibles et favorables à la croissance des plantes : le vermicompost. Elle peut être pratiquée à échelle industrielle et c'est l'une des façons « écologiques » de traiter les résidus organiques, encouragée par des villes, agglomérations ou des pays entiers (comme en Suisse romande via les Cantons).
Il a été proposé d'en faire une biotechnologie de production de protéines et d'« outils biologiques ».
Néologisme composé des mots lombric et culture. 

## Définition
La "vermiculture" ou "lombriculture" est l'élevage intensif en conditions contrôlées de vers de terre épigés, commercialement développée depuis les années 1980. Ces vers, grâce aux bactéries symbiotiques abritées par leur intestin peuvent manger jusqu'à une fois leur poids par jour. Ils réduisent le volume des déchets organiques de 40 % à 60 %. Et 50 % de ce qu'ils ont ingéré est excrêté sous
forme de déjections). Ces derniers peuvent ensuite être vendus pour divers usages. C'est un moyen simple de composter des déchets tout en permettant d'améliorer le sol des jardins et des potagers, via le lombricompost très apprécié des jardiniers et parfois qualifié d'« or noir » . À l'échelle domestique ou d'une collectivité, le vermicompostage (aussi appelé incorrectement lombricompostage) permet notamment de transformer ses déchets de cuisine en un compost et de produire un engrais organique naturel.
La vermiculture familiale ne nécessite pas de formation spéciale, ni d'infrastructure coûteuse.

## Histoire
Au Xe siècle, un savant indien (Surpala) reconnaissait déjà la valeur des vers de terre pour la croissance des plantes. Presque 1000 ans plus tard, Charles Darwin qui a aussi étudié les vers de terre les appelait « Friends of Farmers ».
Les lombricomposteurs d'appartements ou de maison semblent avoir été inventés aux États-Unis au début des années 1970 par la biologiste et environnementaliste Mary Appelhof (1936-2005), auteur de Worms Eat My Garbage (1982), devenu best-seller et traduit en français en 2007 sous le titre « Les vers mangent mes déchets ». Mary Appelhof est aussi la première à les avoir développés et commercialisés sous le nom de Worm-a-way, et à avoir organisé la vente de « vers à compost ». Divers types de composteurs de jardins ou d'appartements ont été brevetés, dont le Can-O-Worm en 1994, qui est rapidement devenu très populaire en Australie et Nouvelle-Zélande, selon Appelhof et al. (1996).
Le lombricompostage peut être exercé comme activité principale, avec achat de fumier et/ou de déchets verts, ou comme diversification (par un agriculteur en production animale, une entreprise d'entretien du paysage, etc.). C’est alors aussi un élevage intensif.

## Modalités

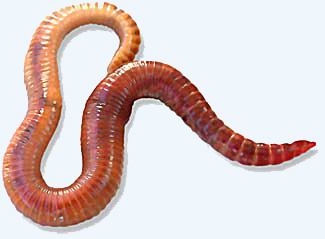
Ver du fumier (Eisenia fetida).

En zone tempérée, on utilise principalement l'Eisenia foetida (ver du fumier) et l'Eisenia andrei (ver de Californie) car très résistants, adaptables et pouvant consommer une quantité importante de matière végétale en décomposition, présentant un cycle de croissance et de reproduction très rapide, avec peu de problèmes sanitaires.
En zone tropicale d'autres espèces sont utilisées (ex. : Peronyx excavatus Perrier. au sud-Vietnam). 

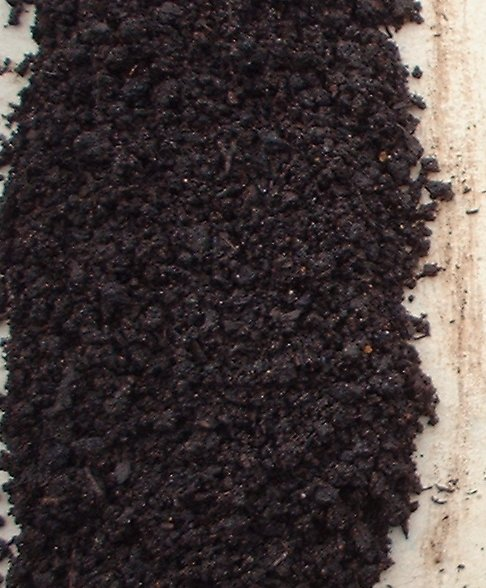
Turricules (rejet des vers de terre) fraîchement récoltés formant un vermicompost.

En interagissant avec des bactéries et des microchampignons, les vers de compost peuvent efficacement dégrader les excréments, la nécromasse végétale, fongique et moindrement animale. Chaque vers peut absorber et rejeter chaque jour l'équivalent de son propre poids. Les vers rouges produisent un compost riche avec une bonne odeur d'humus. Ils rejettent des déchets sous forme de petits tortillons, les turricules qui sont un excellent amendement pour enrichir le sol. 
De plus, les vers creusent des tunnels et aèrent le sol, ce qui favorise l'enracinement des plantes et le développement des micro-organismes. 
On obtient du compost après deux ou trois mois (en condition contrôlée). Les vers sont prolifiques. Les « capsules » contenant les œufs éclosent au bout de trois semaines, donnant des petits semblables à des fils blancs translucides devenant rose, puis rouge en quelques jours. Chaque capsule donne deux à trois petits. Les vers atteignent la maturité sexuelle à trois mois et peuvent vivre jusqu'à 3 ans.
Selon une étude récente, une densité de 1,60 kg de vers/m² avec 1,25 kg de nourriture/kg de vers/jour entraîne la plus grande bioconvertion du substrat en biomasse des vers de terre alors que le meilleur vermicompost a été obtenu à la même densité de vers mais avec seulement 0,25 kg de nourriture/kg de vers/jour. L'étude a été effectuée avec 4 parts d'apport organique contre 3 parts d'apport d'une source riche en carbone (papier, carton).

## Aspects sanitaires
Diverses expériences ont montré que des matières organiques contaminées par des microbes ou parasites pathogènes pour l'homme tels que coliformes fécaux, Salmonella spp., virus entériques et œufs d'helminthes sont en grande partie désinfectées lors de leur passage par le tube digestif des vers à compost.

## Difficultés
Elles peuvent provenir d'un substrat de mauvaise qualité (contaminé par des polluants chimiques, ou biocontaminés par des virus ou bactéries pathogènes pour les vers de terre).
Plutôt que de valoriser les résidus ou déchets de biomasse organique de cette manière, certains préfèrent la voie de la méthanisation. Ces deux activités peuvent être concurrentes pour une même ressource, mais le résidu de méthanisation est parfois composté (produisant un lombricompost alors beaucoup moins riche).